# Чулим (Малі Чани)
Чулим — річка в Новосибірської області, відноситься до басейну внутрішнього стоку. Бере початок в Васюганська болотах і впадає в озеро Малі Чани, проходячи через великі проточні озера — Урюм і Саргуль. Довжина річки — 392 км, водозбірна площа — 17900 км².

## Географія
На Чулимі розташовані місто Чулим, названий по імені річки (там же річка перетинається Транссибірської залізничної магістраллю (ділянка Омськ-Новосибірськ) і автодорогою М51), село Старогорносталево.